# فاصك (إقليم كلميم)
فاصك هي جماعة قروية تابعة لإقليم كلميم بجهة كلميم واد نون جنوب المغرب، وهي تقع على الطريق الوطنية رقم 12 بين آسا وكلميم، وتضم 3943 نسمة مُوزعين على 722 أُسرة، حسب الإحصاء العام للسكان والسكنى لسنة 2014.

## إحصاء عام
| السنة | عدد السكان | عدد الأسر | عدد الأجانب |
| ----- | ---------- | --------- | ----------- |
| 1994  | 3950       | 659       | °°°°        |
| 2004  | 3404       | 629       | 0           |

## دواوير الجماعة
- تاوريرت
- تايدالت
- البرج